# Paralaudakia
Paralaudakia (лат.) — род ящериц семейства агамовых.

## Внешний вид
Ящерицы средних размеров с плоскими телами и треугольными головами, занимающими примерно 35 % длины тела. Передние конечности достигают около 50 % длины тела, а задние — 66—76 % у самцов и 64—70 % у самок. Хвост в два и более раза длиннее тела, чётко сегментирован. Каждый сегмент состоит из как правило трёх, иногда двух или четырёх колец чешуй. Тело покрыто килеватыми чешуями неправильной формы. Горловые чешуи гладкие. Чешуи вдоль хребта больше, чем остальные спинные.
Взрослые особи обоих полов и детёныши имеют покровительственную окраску: они окрашены в серый, коричневатый или песочный. Спинная сторона тела покрыта рисунком из светлых, тёмных и чёрных чешуй. При этом последние образуют волнистые линии и кольца, или, если в центре таких колец будут беловатые, желтоватые или оранжевые чешуйки, так называемые глазки. Вне брачного сезона нижняя сторона тела агам светлее верхней. Обычно она беловатая с оранжевым оттенком у самок и детёнышей. Горло пятнистое, особенно у молодых самцов. Представители этого рода могут быстро менять цвет всего тела или отдельных его частей в зависимости от вида. Так, у самцов кавказской агамы, если их взять на руки, грудь, бока живота и передние конечности чернеют, из-за чего на последних становится заметной контрастная светлая полоса.

## Таксономия
Род был выделен в 2012 году при ревизии рода Laudakia Gray, 1845 на основе морфологических данных, однако он признаётся не всеми герпетологами. В настоящее время включает 8 видов:
- Paralaudakia badakhshana (Anderson & Leviton, 1969)
- Paralaudakia bochariensis (Nikolsky, 1897)
- Paralaudakia caucasia (Eichwald, 1831) — кавказская агамаtypus
- Paralaudakia erythrogaster (Nikolsky, 1896) — хорасанская агама[6]
- Paralaudakia himalayana (Steindachner, 1867) — гималайская агама
- Paralaudakia lehmanni (Nikolsky, 1896) — туркестанская агама
- Paralaudakia microlepis (Blanford, 1874) — мелкочешуйчатый стеллион[6]
- Paralaudakia stoliczkana (Blanford, 1875) — агама Столички